# 密松
密松，是缅甸克钦邦密支那县因姜扬镇区密松乡的一个自然村，距离克钦邦首府密支那約43公里。恩梅开江（中华人民共和国境内称独龙江）及迈立开江在该地汇合，改称伊洛瓦底江。
2009年至2011年間，緬甸曾與中華人民共和國合作，於邁立開江與恩梅開江匯合處的下游7公里處興建密松水電站。但工程已於2011年9月30日由緬甸總統登盛宣布在他的任期內停建，相關人員已於2013年3月撤離。